# Jody Cundy
|  | Artikel eintragen | Dieser Artikel wurde aufgrund von inhaltlichen Mängeln in der Qualitätssicherung des Portals Radsport eingetragen. Dies geschieht, um die Qualität der Artikel aus dem Themengebiet Radsport auf ein akzeptables Niveau zu bringen. Bitte hilf mit, die inhaltlichen Mängel dieses Artikels zu beseitigen, und beteilige dich bitte an der Diskussion! |  |

Jody Alan Cundy, CBE (* 14. Oktober 1978 in Wisbech) ist ein britischer Behindertensportler, der im Schwimm- sowie im Radsport aktiv ist. Er startet in der Paracycling-Kategorie C4.

## Sportliche Laufbahn
Jody Cundy wurde mit einem deformierten rechten Fuß geboren, der ihm im Alter von drei Jahren amputiert wurde. Seitdem trägt er eine Prothese. Als er fünf Jahre alt war, musste er während des Schwimmunterrichtes in der Schule vom Grund des Schwimmbades gerettet werden. Daraufhin wurde er von seinen Eltern im örtlichen Schwimmverein angemeldet. Im Alter von zehn Jahren bestritt er seinen ersten Schwimmwettbewerb. 1994 hatte er sein Debüt bei Weltmeisterschaften und gewann die Goldmedaille über 100 Meter Schwimmen, seine ersten von insgesamt 23 Medaillen (14 goldene, vier silberne und fünf bronzene), die er in seiner zehnjährigen Schwimmkarriere errang.
2005 wechselte Cundy zum Radsport und fuhr im Wales National Velodrome erstmals auf der Bahn. 2006 startete er bei den britischen Bahnmeisterschaften und stellte einen neuen Rekord über 200 Meter auf. Während er noch im Schwimm-Nationalteam war, wurde er vom britischen Bahnteam zur Teilnahme an Paracycling-Weltcups eingeladen. Gemeinsam mit Darren Kenny und Mark Bristow stellte er einen neuen Weltrekord im Teamsprint auf.
2006 gewann Jody Cundy in Aigle seine erste Radsport-Goldmedaille bei UCI-Paracycling-Bahnweltmeisterschaften. Damit ist er einer der wenigen Sportler im Behindertensport, der in verschiedenen Sportarten Medaillen errang. Bis 2014 hat er etliche Weltrekorde aufgestellt und startet auch regelmäßig in Radsport-Wettbewerben für Nicht-Behinderte. So wurde er 2009 Vierter der britischen Meisterschaft im Teamsprint und Siebter im 1000-Meter-Zeitfahren.
Bei den Sommer-Paralympics 2012 in London wurde von Cundy eine Goldmedaille im Zeitfahren erwartet, beim Start drehte jedoch das hintere Rad seiner Maschine durch. Das Wettkampfgericht erkannte nicht an, dass der Fehler an der Startmaschine für das Zeitfahren gelegen haben könnte und versagte ihm einen neuerlichen Start, woraufhin Cundy einen Wutanfall bekam („I’ve just wasted four f****** years of my f****** life.“) und von seinen Betreuern aus der Radrennbahn gebracht werden musste. Eine Stunde später entschuldigte er sich bei den Zuschauern im Olympic Velodrome über Mikrofon für sein Verhalten.
Bei den UCI-Paracycling-Bahnweltmeisterschaften 2014 gewann Cundy im Zeitfahren über 1000 Meter in der neuen Weltrekordzeit von 1:01,466 Minuten. Im Jahr darauf, bei den UCI-Paracycling-Bahnweltmeisterschaften 2015 in Apeldoorn, wurde er erneut Weltmeister in dieser Disziplin, ebenso 2016; zudem errang er gemeinsam mit Louis Rolfe und Jon-Allan Butterworth den WM-Titel im Mixed Sprint. Im selben Jahr gewann Cundy bei den Paralympics in Rio de Janeiro zwei Goldmedaillen, eine über die 1000 Meter und die zweite im Teamsprint mit Butterworth und Rolfe in der neuen Weltrekordzeit von 49,454 Sekunden. 2020 wurde Cundy zum zwölften Mal hintereinander Weltmeister im Zeitfahren.
Bei den Sommer-Paralympics in Tokio errang Jody Cundy zwei Medaillen: im gemischten Teamsprint wurde er gemeinsam mit Kadeena Cox und Jaco Van Gass Olympiasieger, im Zeitfahren belegte er Rang zwei.

## Ehrungen
2009 wurde Jody Cundy zum Member of the Order of the British Empire ernannt. 2017 erfolgte die Ernennung zum Officer und 2022 zum Commander.

## Erfolge im Schwimmen
Sommer-Paralympics (S10)
- 2004  – 100 Meter Schmetterling
- 2000  – 100 Meter Schmetterling
- 2000  – 4-mal-100-Meter-Staffel Freistil
- 2000  – 100 Meter Rücken
- 1996  – 100 Meter Schmetterling